# しおじりコミュニティ放送
しおじりコミュニティ放送株式会社（しおじりコミュニティほうそう）は、長野県塩尻市と東筑摩郡朝日村の各一部地域を放送対象地域として超短波放送（FM放送）を行う特定地上基幹放送事業者である。
高ボッチ高原FM（たかボッチこうげんエフエム）の愛称でコミュニティ放送をしている。

## 概要
2021年（令和3年）開局。
長野県では9局目、中信地方では3局目のコミュニティ放送局である。
代表取締役社長にはアイ・エヌ通信工業株式会社（松本市）の代表取締役であった中村修が就任した。
出資比率から中村修がマスメディア集中排除原則にいう支配関係にある。
登記上の本社は塩尻市広丘原新田に、演奏所（スタジオ）は大門三番町、塩尻駅東側の大門商店街のコンテナハウスにある。
送信所は片丘の高ボッチ山にあり、特定地上基幹放送局の呼出符号はJOZZ4AU-FM、呼出名称はしおじりエフエム、周波数89.4MHz、空中線電力20Wで放送区域は塩尻市、朝日村、松本市、山形村の各一部地域。
- 可聴エリアは塩尻市、朝日村を中心の近隣6万世帯[7]と称している。

インターネット配信はJCBAインターネットサイマルラジオによる。
24時間放送をしており、自社制作番組以外の時間はミュージックバードを放送している。
塩尻市とは「災害時におけるコミュニティエフエム放送に関する協定」を締結している。

## 沿革
- 2020年（令和2年）
  - 7月2日 - しおじりコミュニティ放送株式会社設立[10]
- 2021年（令和3年）
  - 6月22日 - 特定地上基幹放送局の予備免許取得[1]
  - 10月29日 - 特定地上基幹放送局の免許取得[11]
  - 11月1日 - 開局[11]、日本コミュニティ放送協会に加盟[12]
  - 11月24日 - JCBAインターネットサイマルラジオによるインターネット配信開始[13]
  - 12月1日 - 新ウェブサイト公開[14]
- 2022年（令和4年）
  - 1月27日 - 塩尻市と「災害時におけるコミュニティエフエム放送に関する協定」を締結[8][9]

## 主な番組
- モーニング高ボッチ（平日 7:00 - 8:00）
- ランチタイム894（月曜・木曜・金曜 12:00 - 13:00）
- イブニング高ボッチ（平日 17:00 - 18:15）

## 防災ラジオ
防災ラジオ（緊急告知FMラジオ）を有償頒布している。
塩尻市、朝日村からの緊急情報受信時に、自動的に起動する。
高ボッチ高原FM以外のNHK（NHK第1、NHK第2、NHK-FM）、民間放送（SBC、FM長野）も受信できる。